# Gymnosoma carpocoridis
Gymnosoma carpocoridis är en tvåvingeart som beskrevs av Dupuis 1961. Gymnosoma carpocoridis ingår i släktet Gymnosoma och familjen parasitflugor. Inga underarter finns listade i Catalogue of Life.